# 马尔科·迪科斯坦佐
马尔科·迪科斯坦佐（義大利語：Marco Di Costanzo，1992年6月9日—），意大利男子赛艇运动员。他曾代表意大利参加2016年和2020年夏季奥林匹克运动会赛艇比赛，共获得二枚铜牌。